# Jižní Tibet
Jižní Tibet je doslovným překladem čínského výrazu „藏南“ (pinyin: Zàng Nán), který může odkazovat na následující geografické oblasti:
- Jižní část Tibetu, která zahrnuje střední tok údolí řeky Yarlung Tsangpo mezi okresem Saga na západě a okresem Mainling na východě, a zároveň i sousední oblasti mezi Himálajemi na jihu a Transhimálají na severu. Region zabírá přibližně 1 000 km od západu na východ a 300 km od severu na jih. Tato definice připisuje Jižnímu Tibetu většinu území dnešního Žikace, Lhasu, prefekturu Lhokha a prefekturu Ňingthri.
- Jižní Tibet může odkazovat také na menší část řeky Yarlung Tsangpo a jejích přítoků, které pokrývají většinu prefektur Lhokha a Ňingthri od soutoku s řekou Kjičhu na západě až k rokli Yarlung Tsangpo poblíž okresu Mainling na východě.
- Ve vztahu k čínsko-indickému hraničnímu sporu je Jižní Tibet termín, používaný hlavně Čínskou lidovou republikou k označení oblasti jižně od McMahonovy linie, kterou v současnosti spravuje Indie jako část států Arunáčalpradéš. Tato oblast byla uznána Tibetem jako součást Britské Indie na základě dohody o McMahonově linii (část Simelské dohody z roku 1914). ČLR McMahonovu linii neuznává a tvrdí, že oblast je součástí Tibetské autonomní oblasti.[1] Podle Hsiao-ting Lina, učence z Tchaj-wanu, a dalších učenců, lze britský i čínský nárok na suverenitu nad oblastí považovat za „z velké části imaginární“, odrážející se pouze v oficiálních mapách a politické propagandě.[2][3] V rámci čínsko-indického hraničního sporu byl Jižní Tibet původně v Čínské lidové republice označován za jeden z tzv. pěti prstů Tibetu, tedy jednu z oblastí, kterou měla ČLR za úkol „vysvobodit“.